# Зубец, Михаил Васильевич
Михаил Васильевич Зубец (7 апреля 1938 — 7 января 2014) — советский и украинский учёный, академик и президент НААНУ, Герой Украины (2009), Заслуженный деятель науки и техники Украины (1996). Лауреат Государственной премии Украины в области науки и техники (1993, 1999).

## Биография
Родился 7 апреля 1938 года в городе Новая Басань Бобровицкого района Черниговской области.

### Образование
Окончил Украинскую сельскохозяйственную академию, зоотехнический факультет (1962).
- Доктор сельскохозяйственных наук (1990), профессор (с 1991);
- кандидатская диссертация на тему: «Обоснование подбора в заводском стаде крупного рогатого скота (по материалам племенного завода симментальского скота „Тростянец“)» (Харьковский зооветеринарный институт, 1974);
- докторская диссертация на тему: «Методы использования генофонда симментальской породы при чистопородном разведении и скрещивании» (НИИ разведения и генетики сельскохозяйственных животных, г. Ленинград, 1990).

Диссертации, написанные практиком, который собственным опытом мог засвидетельствовать теоретические положения, имели огромное значение. Они были построены на экспериментах, направленных на улучшение симментальской и создания на её основе новых молочных и мясных пород. Собранный и систематизированный обобщённый и проанализированный материал экспериментов был положен в основу разработки темы докторской диссертации. Эта работа вошла в золотой фонд научных работ по данной тематике. Практическими её результатами следует считать участие учёного в создании новых красно-рябой и черно-рябой молочных, украинской, волынской и полесской мясных пород скота.

### Трудовая деятельность
- 09.1955−09.1956 — студент ТУ № 1, г. Киев.
- 09.1957−08.1962 — студент Украинской сельскохозяйственной академии.
- 08.1962−06.1963 — старший зоотехник-селекционер Прилуцкой госплемстанции Министерства сельского хозяйства УССР.
- 06.1963−07.1965 — зоотехник-селекционер госплемзавода «Тростянец», с. Тростянец Черниговской области.
- 07.1965−01.1972 — главный зоотехник госплемзавода «Тростянец».
- 01.1972−10.1973 — главный зоотехник, заместитель начальника отдела Главного управления скотоводства Министерства сельского хозяйства УССР.
- 10.1973−02.1978 — заместитель начальника Главного управления скотоводства Министерства сельского хозяйства УССР.
- 02.1978−09.1980 — начальник управления мясного скотоводства Министерства сельского хозяйства УССР.
- 09.1980−12.1983 — начальник Главного управления сельскохозяйственной науки Министерства сельского хозяйства УССР.
- 12.1983−07.1984 — заместитель Министра сельского хозяйства УССР.
- 07.1984−01.1986 — начальник Главного управления сельскохозяйственной науки, пропаганды и внедрения Министерства сельского хозяйства УССР.
- 01.1986−05.1987 — начальник Главного управления производственной проверки, пропаганды и внедрения научно-технических достижений.
- 05.1987−01.1990 — начальник Главного управления научно-технического прогресса в отраслях АПК Госагропром УССР.
- 01.1990−01.1991 — заместитель председателя Президиума Южного отделения ВАСХНИЛ.
- 01.1991−03.1996 — вице-президент УААН.
- 03.1992−10.1992 — член Коллегии по вопросам экономической политики Верховной Рады Украины.
- 03.1996−07.1997 — Вице-премьер-министр Украины по вопросам агропромышленного комплекса.
- 04.1997−07.1997 — Министр сельского хозяйства и продовольствия Украины.
- 03.1996-2011 — президент Украинской академии аграрных наук.

### Политическая деятельность
- 04.2002−05.2006 — народный депутат Верховной Рады Украины 4-го созыва (от блока «За єдину Україну!»). Член Комитета по иностранным делам (с 06.2002).
- 05.2006−11.2007 — народный депутат Верховной Рады Украины 5-го созыва (от Блока Юлии Тимошенко). Председатель подкомитета по вопросам науки Комитета по вопросам науки и образования (с 07.2006).
- 11.2007−12.2012 — народный депутат Верховной Рады Украины 6-го созыва . Член Комитета по вопросам науки и образования (с 12.2007), председатель подкомитета по вопросам науки (с 01.2008).[3]

### Семья
- Жена — Инна Петровна (род. 1938).
- Дети — сын Николай (род. 1963) и дочь Лариса (род. 1965).
- Зять — Мельник, Юрий Фёдорович, Герой Украины.

## Награды

### Государственные награды Украины
- Герой Украины с вручением ордена Державы (16 декабря 2009 года) — за выдающиеся достижения в области селекции и разведения сельскохозяйственных животных, плодотворную научную деятельность[4].
- Орден князя Ярослава Мудрого IV степени (25 октября 2004 года).
- Орден князя Ярослава Мудрого V степени (3 апреля 1998 года) — за выдающиеся достижения в области селекции и разведения сельскохозяйственных животных, плодотворную научную деятельность[5].
- Заслуженный деятель науки и техники Украины (3 октября 1996 года) — за весомый вклад в совершенствование существующих и выведение новых пород сельскохозяйственных животных, плодотворную научную деятельность[6].

### Государственные награды России и СССР
- Орден Почёта (6 марта 2012 года, Россия) — за большой вклад в развитие двустороннего российско-украинского сотрудничества в области сельскохозяйственной науки[7].
- Два ордена «Знак Почёта» (1971, 1976).
- Медаль «В ознаменование 100-летия со дня рождения Владимира Ильича Ленина» (1970).
- Медаль «Ветеран труда» (1983).
- Медаль «В память 1500-летия Киева» (1982).

### Премии
- Государственная премия Украины в области науки и техники 1999 года (1 декабря 1999 года)  —  за цикл научных работ по теории породообразования в животноводстве[8].
- Государственная премия Украины в области науки и техники 1993 года (31 декабря 1993 года)  — за разработку методов и вывода украинской красно-рябой молочной породы[9].
- Лауреат премии УААН (1995).
- Лауреат премии им. В. Юрьева НАНУ (1997).

### Признание научных организаций
- Академик УААН (Отделение ветеринарной медицины, разведение и селекция, 12.1990).
- Иностранный член Российской академии сельскохозяйственных наук (с 1997).
- Иностранный член Академии аграрных наук Республики Беларусь (с 1993).

### Религиозные награды
- Орден Святого равноапостольного князя Владимира I степени (УПЦ МП).
- Орден Святого равноапостольного князя Владимира II степени (УПЦ МП).
- Орден Святого равноапостольного князя Владимира III степени (УПЦ МП).